# Acalles misellus
Acalles misellus är en skalbaggsart som beskrevs av Karl Henrik Boheman 1844. Acalles misellus ingår i släktet Acalles, och familjen vivlar. Arten är reproducerande i Sverige.